# Pont sur l'Ouvèze (Privas)
Le pont sur l'Ouvèze, également dit de Louis XIII, est un pont du XIIe siècle situé à Privas dans le département de l'Ardèche.

## Histoire
Le pont existait déjà au XIIe siècle sous le nom de pont des Chauchières. Ce nom lui vient du quartier où il est situé. En effet, à cet endroit, les tanneurs y effectuaient le travail de rivière sur le cuir. Chaucher, c'était piétiner des peaux de bêtes dans des cuves d'eaux pour les faire dégorger et les assouplir. Il était alors le seul accès à la ville de Privas en venant de la vallée du Rhône. Son nom actuel ne lui a été attribué qu'au XIXe siècle.
Lors des combats livrés par Louis XIII en 1629 contre les insurgés protestants de celle que l'on nomme la petite Rochelle, le pont subit de gros dégâts. Le roi décide alors de le faire réparer. Selon les sources, il a pu agir dans un esprit de réconciliation ou tout simplement dans un but pratique, qui permettrait à ses troupes d'entrer plus facilement dans la ville en cas de nouvelles révoltes.
Le pont est classé monument historique depuis 1923.
En 1855, un viaduc sera construit quelques centaines de mètres en amont et la circulation se déplacera sur ce nouvel ouvrage.